# جورج ماكورميك
جورج ماكورميك هو سياسي كندي، ولد في 7 أكتوبر 1856، وتوفي في 13 أكتوبر 1907. انتخب عضو مجلس العموم الكندي.